# Per Wikström (brukspatron)
Per Wikström, född 12 januari 1782 i Medstugan, Åre socken, död 25 mars 1859 i Ås socken, Jämtland, var en svensk köpman och brukspatron.

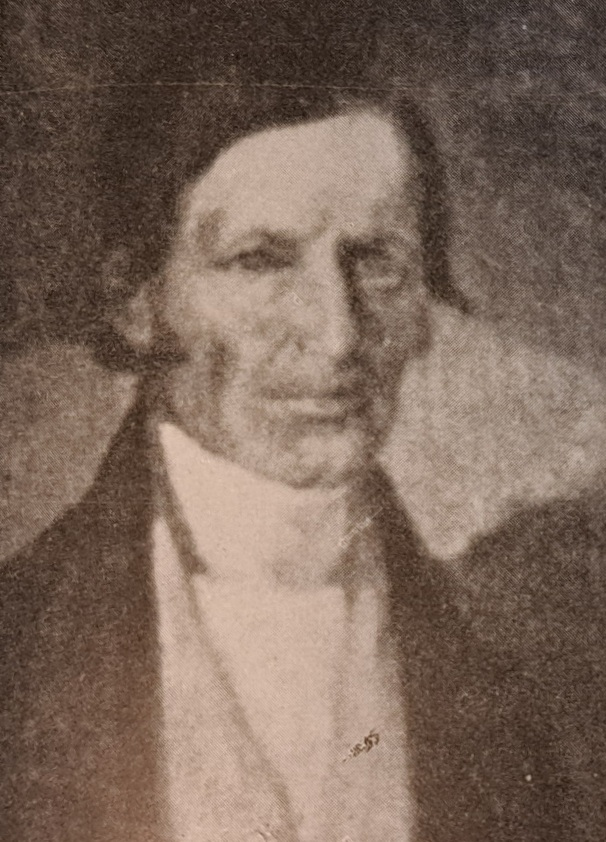

Per Wikström var son till kronotorparen Jon Estensson och Maria Nilsdotter. Han växte upp i stor fattigdom och fick tidigt börja arbeta. Småningom slog han sig på handel med fjällsamerna och gjorde inköpsresor till Norge. Under kriget mot Norge 1808–1809 tjänstgjorde han som spanare åt svenska armén. 1810 slog han sig ned som handlande i Östersund. Han gjorde en betydande insats vid tillkomsten av den så kallade gränsfjällsvägen till Norge, som öppnades 1817, genom att snabbt framskaffa det nödiga virket till broar och trummor. Till tack härför utnämndes han till ekonomie direktör. 1818–1828 var Wikström innehavare av Ljusnedals järnbruk. Han ägnade sig sedan åt affärsverksamhet, tills denna 1837 övertogs av sonen Nils Wikström varefter Wikström uteslutande sysslade med skötseln av sina egendomar Odensala, Säter med flera. Wikström var vid sin död Jämtlands rikaste man och efterlämnade mer än 200 000 kronor, en för sin tid betydande förmögenhet.